# Megaselia aequimarginata
Megaselia aequimarginata är en tvåvingeart som beskrevs av Bridarolli 1951. Megaselia aequimarginata ingår i släktet Megaselia och familjen puckelflugor. Inga underarter finns listade i Catalogue of Life.